# Cliff Wright
Cliff Wright (Newhaven, 24 ottobre 1963) è un artista britannico.
È particolarmente noto per la sua opera di scrittore e di illustratore nell'editoria per bambini, fra cui annovera anche due copertine per i romanzi di Harry Potter.

## Biografia
Ha frequentato il Brighton College of Art dal 1982 al 1986, dove ha conseguito la laurea in illustrazione.
Nel 1989 ha pubblicato il suo primo lavoro in UK e USA, un libro per bambini intitolato When the World Sleeps da lui scritto e illustrato, con cui si è classificato secondo al Mother Goose Award come miglior esordio nel settore.
Hanno fatto seguito Crumbs!, The Tangleweed Troll,  Three Bears, Bear and Kite, Bear and Ball, Bear and Box, Bear and Boat e il manuale di disegno The Magic of Drawing.
I suoi libri sono stati pubblicati anche negli Stati Uniti, in Francia, in Danimarca, in Germania, in Olanda e in Tailandia.
Come illustratore, ha lavorato sui volumi di autori quali Kenneth Grahame per l'edizione de Il vento tra i salici di Ladybird Books, Karen Hayles per The Star that Fell (Ladybird), Kathryn White per Good Day, Bad Day (Oxford University Press) e Adele Geras per Wishes for You (Piccadilly Press).
Nel biennio 1998-1999 ha disegnato le copertine delle edizioni originali britanniche di Harry Potter e la camera dei segreti e Harry Potter e il prigioniero di Azkaban pubblicate da Bloomsbury. 
Ha disegnato inoltre la copertina del romanzo fantasy I Ribelli dell'Alianco (2023) dell'autrice italiana Marina Lenti.
Come scultore, per molti anni ha creato grosse caricature per le scene satiriche alla Lewes Bonfire Night.
Negli ultimi 20 anni, lavorando a stretto contatto con guaritori, musicisti e maestri di Tai Chi, ha sviluppato una serie di laboratori, corsi e ritiri incentrati sull'arte del disegno, sotto il titolo di 'Nature of Seeing’. Basate su un'esplorazione progressiva della verità universale secondo cui noi tutti disegniamo ciò che pensiamo di vedere, tali sessioni onorano il valore della 'quiete interiore' quale vera fonte della creatività. 
A partire dal 2017, i laboratori sono stati ospitati anche in Italia.